# I Am... Sasha Fierce
I Am... Sasha Fierce é o terceiro álbum de estúdio da artista musical estadunidense Beyoncé. O seu lançamento ocorreu em 12 de novembro de 2008, através das gravadoras Columbia Records e Music World Music. Com o término das atividades promocionais de B'Day (2006), ela deu início ao desenvolvimento de I Am... Sasha Fierce em dezembro de 2007. Em fevereiro de 2008, a artista publicou uma carta direcionada à seus fãs, declarando que iria assumir riscos em seu novo trabalho. Ela creditou seu marido e rapper Jay-Z e a cantora de jazz Etta James por terem lhe inspirado a assumir limites em sua composição e em seu talento artístico. Durante o período de gravação, Beyoncé gravou cerca de 70 canções e decidiu que não queria reconciliar as duas abordagens diferentes do material em um único disco. A artista afirmou que queria que as pessoas vissem seus lados diferentes, e que a sua personalidade alternativa Sasha Fierce surgiu durante a produção de seu single de estreia em carreira solo "Crazy in Love" (2003).
Em seu lançamento inicial, o projeto foi concebido como um disco duplo, pretendendo comercializar as contrastantes personalidades artísticas da intérprete. O primeiro, I Am..., é formado por baladas pop e R&B de andamento lento e moderado, enquanto o segundo, Sasha Fierce (nomeado como uma homenagem à personalidade alternativa de Beyoncé nos palcos), consiste em canções de andamento rápido com influências de gêneros como electropop e dance-pop. Liricamente, as faixas refletem-se ao amor e à personalidade feminina. As gravações do disco ocorreram entre 2007 e 2008 em estúdios nos Estados Unidos e na Espanha sob a produção executiva da própria artista e seu pai Matthew Knowles, sendo que ela colaborou na produção musical do álbum juntamente a Amanda Ghost, Bama Boyz, Shondrae "Mr. Bangladesh" Crawford, D-Town, Ian Dench, Toby Gad, Sean "The Pen" Garrett, Andrew Hey, Rodney "Darkchild" Jerkins, Jim Jonsin, Harold Lilly, Dave McCracken, Terius "The-Dream" Nash, Reo, Rico Love, Stargate, Christopher "Tricky Stewart, Ryan Tedder, Wayne Wilkins e Elvis "BlacElvis" Williams.
I Am... Sasha Fierce recebeu análises geralmente positivas da mídia especializada, a qual prezou os vocais de Beyoncé, a sua produção e seu conteúdo lírico. Entretanto, parte dos críticos notaram que os contrates e os objetivos dos dois discos não se diferenciavam adequadamente. Contudo, rendeu à intérprete indicações em diversas categorias durante a 52.ª edição dos Grammys, incluindo Álbum do Ano. Ela venceu seis das oito nomeações em que foi indicada. Comercialmente, obteve um desempenho exitoso, liderando as tabelas da Irlanda e da Polônia, ao passo em que qualificou-se nas dez primeiras colocações em países como Austrália, Brasil, Canadá, Espanha, Nova Zelândia e Reino Unido. Nos Estados Unidos, debutou na liderança da Billboard 200 com 482 mil exemplares comercializados. O material obteve várias certificações de platina e diamante ao redor do globo, sendo o décimo quinto mais vendido no mundo em 2008 e comercializando 10 milhões de unidades a nível mundial apenas de forma física.
Para promover o I Am... Sasha Fierce, oito singles foram lançados, alguns dos quais foram distribuídos de forma limitada. "If I Were a Boy" e "Single Ladies (Put a Ring on It)", os dois primeiros, obtiveram um forte desempenho comercial, com o último citado rendendo a Beyoncé seu quinto número um na Billboard Hot 100 em carreira solo e o prêmio de Vídeo do Ano durante os MTV Video Music Awards de 2009. "Halo" e "Sweet Dreams" foram respectivamente lançadas como os terceiro e quinto foco de promoção, e também obtiveram êxito comercial. "Diva", "Ego", "Broken-Hearted Girl" e "Video Phone" foram distribuídas em territórios selecionados e, consequentemente, obtiveram desempenho moderado. "Why Don't You Love Me" foi lançada promocionalmente e atingiu o cume da tabela Hot Dance Club Songs. Como forma de divulgação, a intérprete apresentou-se em diversas premiações e programas televisivos e embarcou na turnê mundial I Am... Tour (2009-10).

## Antecedentes e desenvolvimento
Após o lançamento de B'Day em 2006, Beyoncé lançou o extended play (EP) Irreemplazable e o álbum ao vivo The Beyoncé Experience Live, ambos no ano seguinte. Em fevereiro de 2008, a artista publicou uma carta direcionada aos seus fãs, afirmando que iria assumir riscos em seu novo trabalho: "Eu gravei mais de setenta canções e criei um som que realmente me revela. Estou em um lugar diferente agora, e eu quero que as pessoas vejam meus vários lados. A música é animada pela dança, pelo lado divertido, e é refletiva, apaixonante e séria. Eu assumi riscos aqui. Não tenho medo [...] Não há rótulo ou etiqueta em meu som. Sou eu, e estou muito animada em me dividir com o mundo". Na mesma carta, Beyoncé revelou que havia trabalhado em I Am... Sasha Fierce por quase um ano, tendo tempo para "criar seu som, algo que diga quem ela era naquela época de sua vida". Este foi o projeto no qual ela passou mais tempo desenvolvendo-o desde a sua época como integrante do grupo feminino Destiny's Child. Beyoncé começou a trabalhar no disco em dezembro de 2007; a cantora sentiu que ela deveria mostrar uma maturidade artística, dizendo: "Mesmo que eu tenha sido bem sucedida e feliz, eu ainda quero ser desafiada".
A artista inspirou-se em seu marido, o rapper Jay-Z, e a cantora de jazz Etta James — a qual ela interpretou no filme musical autobiográfico Cadillac Records (2008). A ousadia de James inspirou Beyoncé a se expressar diretamente e honestamente, e a explorar gêneros musicais e estilos que ela não havia experimentado anteriormente. Ela já tinha começado a produzir material para I Am... Sasha Fierce, porém estava no meio das filmagens de Cadillac Records. Em uma entrevista ao The New York Times, a cantora explicou:
| “ | As músicas que eu fiz antes e depois do filme eram totalmente diferentes. Eu fiquei muito mais ousada e destemida depois que eu fiz Etta James, porque, naturalmente, um pouco da personalidade fica com você. Algumas das músicas que eu teria medo de fazer, eu não tive. Eu tenho mais coragem, mais confiança como ser humano. Eu acho que é por isso que eu amo fazer filmes, porque não é apenas uma forma de arte. Isso muda a minha vida e a minha música e forma como eu olho para as coisas. Quando se é uma estrela pop, que é um pouco conservativo, você sempre tem que ficar em uma caixa. Você tem fãs de cinco anos e fãs de sessenta e cinco anos, há muitas pessoas que querem muitas coisas. Mas Etta James era a rainha do rock and roll, soul, R&B, jazz — ela fazia tudo, e sempre fazia do seu jeito. Depois de tocar e cantar as canções dela, eu pensei 'está na hora de desafiar a mim mesma e fazer tudo aquilo em que estou inspirada'. Eu sei que você tem que fazer uma transição para se tornar lendário, e sabia que essa era a hora. | ” |

Depois de estudar a vida de James e trabalhar em Cadillac Records, a produção de I Am... Sasha Fierce resultou em uma nova linha dramática; contudo, uma vez que Beyoncé havia finalizado o filme, a direção musical do álbum foi alterada. A cantora estava disposta a assumir riscos e redefinir o que ela era. Ela esperava alcançar um público maior, incluindo pessoas que compram discos dos colegas de profissão compatriotas John Mayer e Carrie Underwood. Fazendo comparações a uma revista, Beyoncé elaborou que o registro era um álbum duplo e possuiria duas capas. As capas em preto-e-branco das edições padrão, deluxe e platinum foram fotografadas pelo fotógrafo alemão Peter Lindbergh.

## Gravação
"Eu sou um ser humano. Eu choro. Eu sou muito apaixonada e sensível. Meus sentimentos se machucam. Eu fico assustada e nervosa como qualquer outra [pessoa]. Eu queria mostrar isso sobre mim mesma. [Esse disco] é sobre amor. Eu sou uma mulher, sou casada, e essa porção da minha vida está totalmente [refletida] no álbum. Eu sou muito privada e não quero falar sobre muitas coisas, mas há certas canções que estão no álbum que são muito pessoais. [O álbum] é o meu diário. É a minha história (...) Eu ainda tenho o meu álbum de músicas divertidas".

—Beyoncé falando sobre o desenvolvimento do trabalho.
As sessões de gravações do álbum ocorreram durante um período de oito meses, que se iniciaram em dezembro de 2007. A intérprete e seu pai Matthew Knowles, seu empresário na época, ficaram a cargo da produção executiva, e selecionaram uma variedade de diversos produtores, como Kenneth "Babyface" Edmonds, Stargate — um duo de produção norueguês composto por Tor Erik Hermansen e Mikkel S. Eriksen —, Christopher "Tricky" Stewart, Terius "The-Dream" Nash, Rodney "Darkchild" Jerkins, Sean Garrett, sua irmã Solange, Jim Jonsin, Rico Love, Ryan Tedder, Shondrae "Bangladesh" Crawford, Ian Dench, Dave McCracken, Wayne Wilkins e Elvis Williams. Beyoncé também colaborou com músicos que ela não havia trabalhado até então, incluindo Toby Gad e BC Jean em "If I Were a Boy" e Amanda Ghost em "Disappear". A intérprete gravou o disco nos estúdios Tree Sound Studios em Atlanta; Chung King Studios, Electric Lady Studios e Strawberrybee Productions em Nova Iorque; GAD Studios em Ibiza; Mansfield Studios e The Campground em Los Angeles, Califórnia; South Beat Studios em Miami Beach; e The Boom Boom Room em Burbank, Califórnia. Grande parte do material de I Am... Sasha Fierce foi co-composto e co-produzido pela própria cantora.
Para o disco I Am..., Beyoncé influenciou-se por gêneros como folk e rock alternativo, enquanto incorporou outros instrumentos que ela não usava normalmente, como guitarra acústica. Tedder ajudou a cantora especificamente durante a criação das baladas de I Am...; elas foram concebidas de forma que combinassem "os melhores elementos" do pop e do soul, ao passo em que simultaneamente "expandiram as possibilidades dos dois gêneros". Beyoncé tentou algo diferente para estas canções, já que as pessoas esperavam grandes trabalhos dela, e experimentou letras fortes. Ela trabalhou com Ghost para reescrever "Ave Maria", de Franz Schubert, depois de terem escrito "Disappear" em Londres. Em entrevista ao The Daily Telegraph, a produtora afirmou que ambas se inspiraram por seus então recentes casamentos e que caminharam até o altar ao som de "Ave Maria".
Ao longo dos oito meses, Beyoncé gravou mais de 70 canções e, durante o processo de edição, ela decidiu não reconciliar as duas abordagem em um único disco. Ela explicou o seguinte: "Existe o meu lado pessoal, meu lado sensível, e também existe eu mesma como uma intérprete, sensual, energizada e divertida (...) Artisticamente, foi mais gratificante escrever e gravar [canções para o disco I Am...]". Se uma faixa não fosse significativa para a artista, ela a excluiria do álbum durante o processo seletivo da lista de faixas final. Nos meses anteriores ao lançamento do trabalho, Knowles postou em sua página oficial uma declaração dando detalhes sobre a natureza do projeto e o que os fãs poderiam esperar, dizendo: "Eu estou em um lugar diferente agora, e quero que as pessoas vejas os diversos lados de mim mesma. A música, no lado divertido, é alegre, e é reflexiva, apaixonante e séria no lado pessoal. [Esta] sou eu e estou muito animada para compartilhar [o disco] com o mundo em 18 de novembro [de 2008]".

## Composição

### Estilos e influências
"Eu realmente queria que as pessoas soubessem o que eu amo e apresenta-las a diferentes tipos musicais. Eu comecei, obviamente, nas Destiny's Child cantando R&B, e eu ainda amo. Então eu queria ter certeza de que eu tinha esses grooves no álbum".

—A intérprete falando sobre o conteúdo do disco.
Em uma entrevista à Billboard, Beyoncé descreveu I Am... Sasha Fierce como um álbum duplo. Ela disse: "Um lado possui canções que são mais comerciais, e o outro contém minhas tradicionais canções R&B para os meus fãs que estiveram [comigo] o tempo todo. Algumas dessas canções soam como [se fossem] de Barbra Streisand, Karen Carpenter e The Beatles nos anos 70". Para a MTV News, a cantora afirmou o seguinte: "A metade do álbum, I Am..., é sobre quem eu sou debaixo de toda a maquiagem, debaixo das luzes e debaixo de todo aquele drama emocionante do estrelato. E Sasha Fierce é o lado mais divertido, mais sensual, mais agressivo, mais franco e mais glamoroso quando eu estou trabalhando e quando estou no palco. O álbum duplo me permite assumir mais riscos e realmente sair de mim mesma, ou devo dizer 'passo mais em mim mesma e revelo um lado meu que apenas as pessoas que me conhecem enxergam'".
Andy Kellman, do portal Allmusic, visualizou o primeiro disco como "um pequeno conjunto essencial de baladas adultas. Guitarras acústicas, cordas, a contemplativa procura da alma e grandes gestos radicais preenchem-no, com mais raízes do soft rock dos anos 70 do que do soul". O segundo disco, Sasha Fierce, contém consistentes influências eletrônicas, que são mostradas em canções como "Radio" e "Sweet Dreams". Kellman disse que, em termos de audácia, "Diva" assemelha-se a "Freakum Dress" ou "Ring the Alarm", ambos de B'Day. Embora apareçam no disco Sasha Fierce, "Ego", "Why Don't You Love Me" e "Scared of Lonely" foram notadas como um ponto de vista entre os dois discos. De acordo com Jennifer Vineyard, da MTV News, elas assemelham-se musicalmente a Sasha Fierce, porém tematicamente e liricamente, são vulneráveis como Beyoncé em I Am... O álbum introduz a personalidade alternativa da cantora, Sasha Fierce. Ela revelou que Sasha nasceu durante a produção de seu single de estreia "Crazy in Love". Em entrevista à Emmet Sullivan, da revista People, Beyoncé afirmou que sua personalidade alternativa é usada estritamente para o palco, com Sullivan descrevendo Sasha Fierce como a personalidade sensual e agressiva de Knowles.

### Conteúdo e estrutura musical

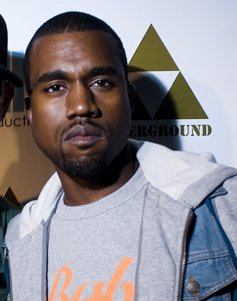
Kanye West participa de um dos remixes oficiais de "Ego".

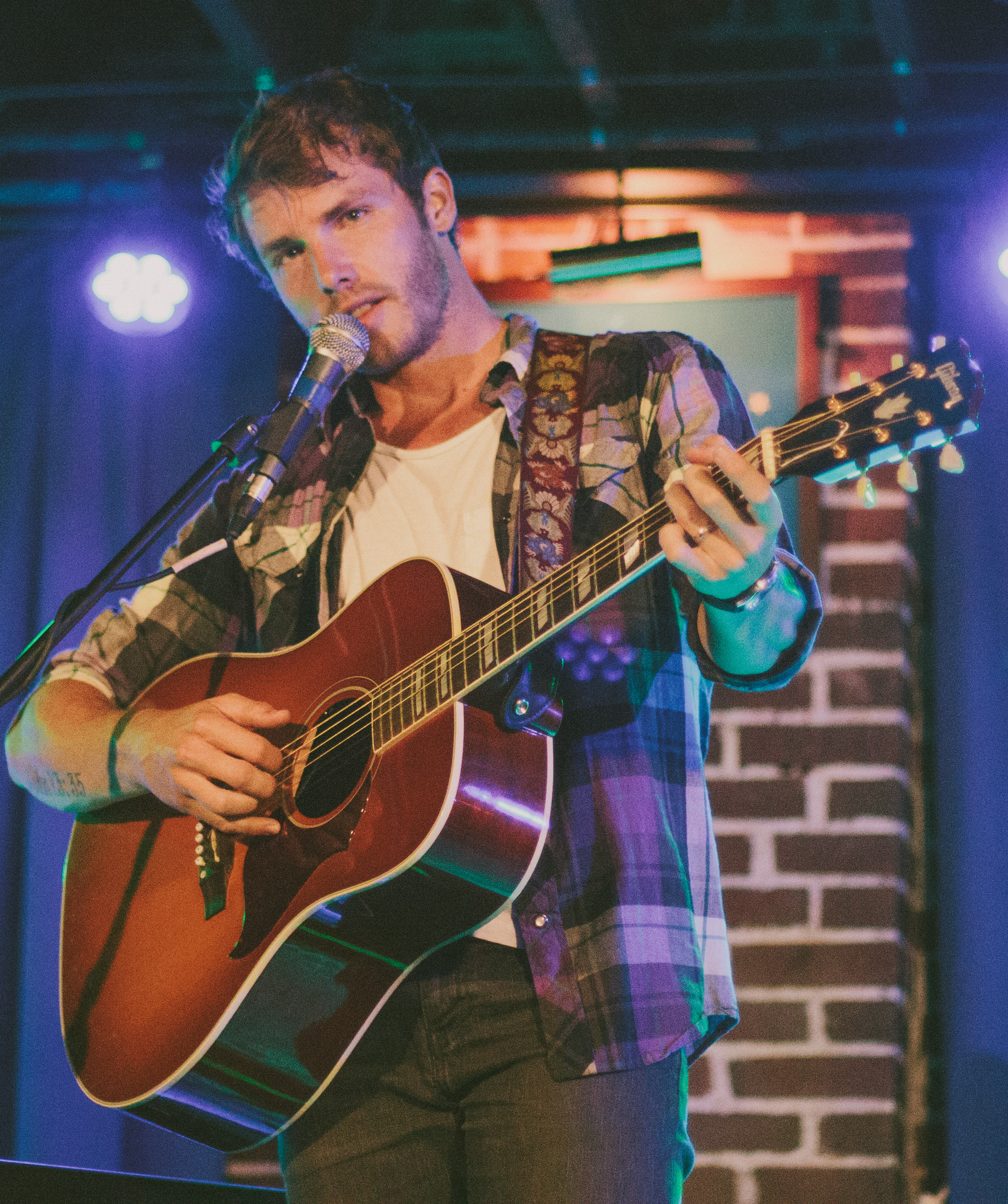
"Smash into You" é uma regravação de "Smack into You", de Jon McLaughlin.

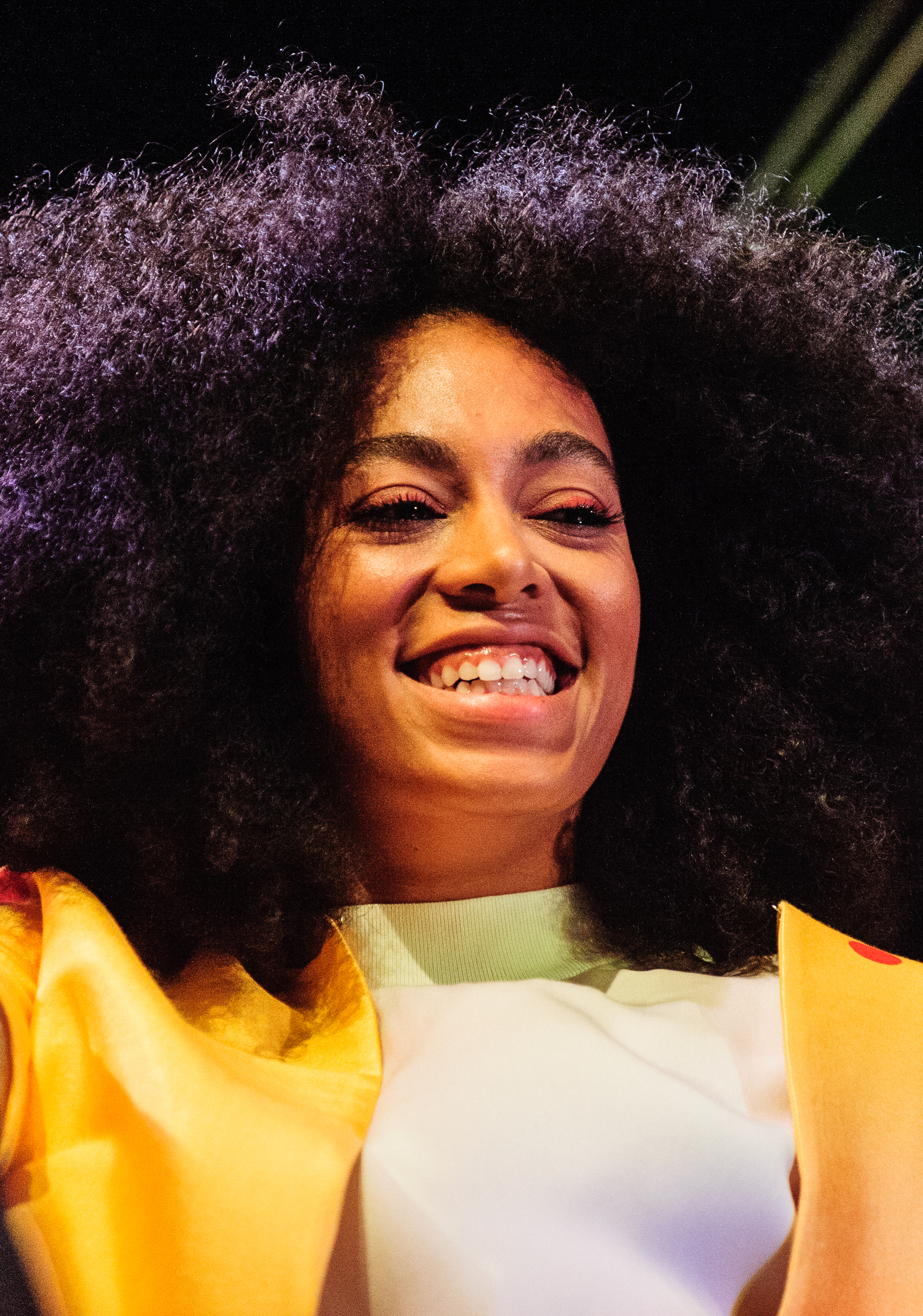
Solange Knowles co-compôs "Why Don't You Love Me".

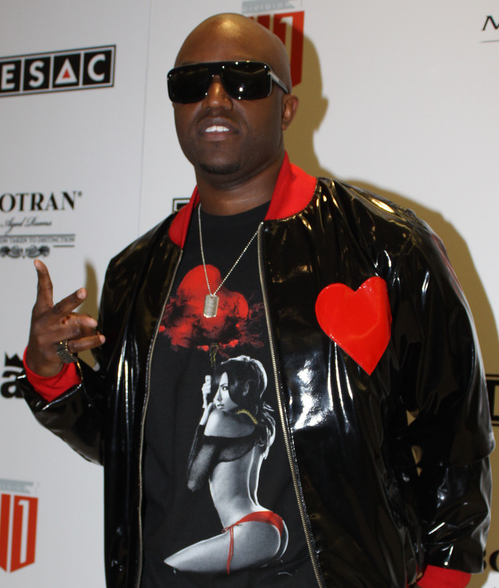
Rico Love produziu três canções do álbum.

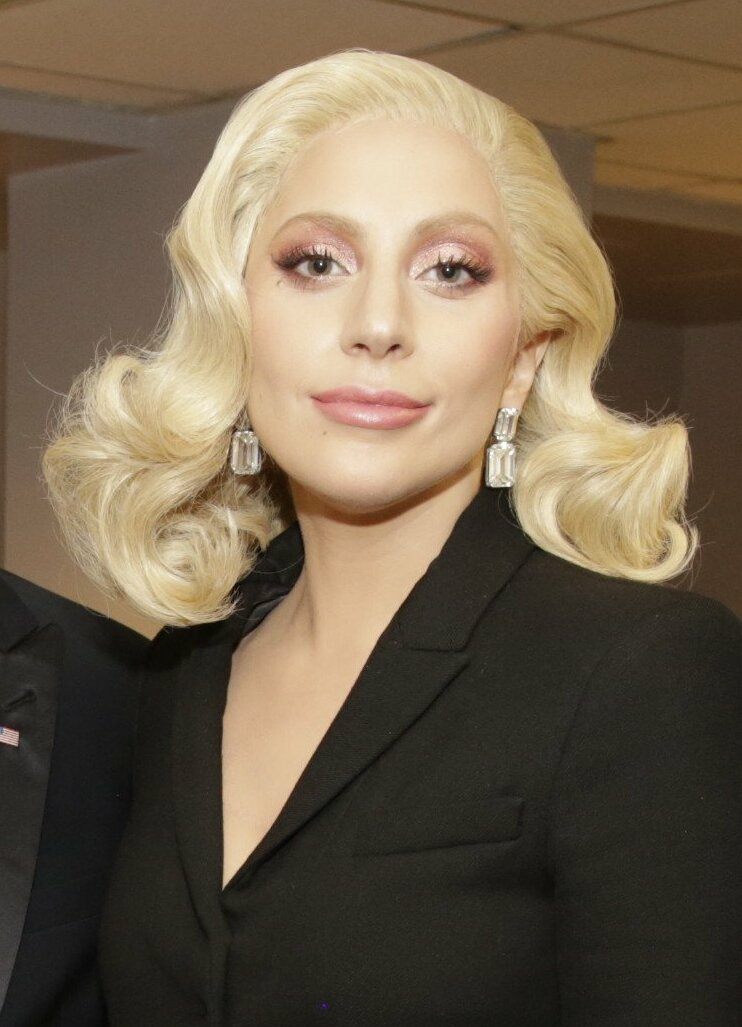
Uma versão de "Video Phone" foi lançada com os vocais de Lady Gaga.

"If I Were a Boy", canção de abertura de I Am... Sasha Fierce, é a única de seu alinhamento que não foi co-escrita pela intérprete. BC Jean, que escreveu a maioria das letras das faixas do álbum, inspirou-se no produto de uma má relação amorosa. Em seus versos a cantora reflete sobre como os relacionamentos mudariam se houvesse uma inversão de papéis e os homens tivessem a empatia das mulheres, além de mostrar os mal-entendidos que surgem entre ambos os gêneros nos relacionamentos. "Eu me colocaria em primeiro lugar/ E faria as regras conforme eu avançasse / Porque eu saberia que ela seria fiel/ Esperando que eu voltasse para casa", ela reflete no segundo verso, antes de entregar uma das performances vocais mais intensas de sua carreira. Musicalmente uma balada pop e R&B com influências folk e pop rock, Beyoncé explicou à revista Essence que "If I Were a Boy" é diferente de suas canções anteriores no sentido de que não é uma música de R&B tradicional. Críticos musicais notaram que o número parecia uma mistura de "Irreplaceable", da própria artista, "Big Girls Don't Cry", de Fergie, e "Like a Boy", de Ciara. Ann Powers, do Los Angeles Times, viu o tema de empoderamento feminino da letra como uma expansão das letras de "Irreplaceable". "Halo", composta por Ryan Tedder e Evan Kidd Bogart, foi originalmente escrita por ambos para a intérprete, mas quase foi gravada por Leona Lewis devido à agenda de Beyoncé. De acordo com Christian Williams, da Billboard, a obra apresenta um som pop mainstream, com sutis tons de R&B. Sua instrumentação é formada por piano, percussão e instrumentos de corda, enquanto a intérprete canta sobre amor incondicional e mostra seu lado mais romântico.
Assim como "Hello", "Disappear" também consiste de "doces acordes de guitarras e delicadas harmonias". Em suas linhas, Beyoncé reflete sobre suas atitudes, reconhecendo plenamente o papel que desempenhou em um relacionamento fracassado, como no trecho: "Quando penso a respeito / percebo que nunca estive lá ou sequer me importei". "Broken-Hearted Girl", a quarta música, é uma balada de R&B de andamento moderado, produzida por Stargate, cuja instrumentação principal é o piano. A sua produção e melodia são apoiadas por cordas e uma batida de caixa de ritmos. Aqui, Beyoncé relata um término de relacionamento e fala sobre as inseguranças que sente quando está apaixonada. "Ave Maria", cuja letra faz referência à solidão que a intérprete sente apesar de estar cercada de amigos. Foi apontada por ela como a música "mais pessoal" de I Am… Sasha Fierce. Sua inclusão no registro se deve ao fato de ela e o marido Jay-Z terem caminhado até o altar, no dia de seu casamento, ao som de "Ave Maria", de Schubert, inspirando-a a gravar sua própria versão da faixa.
"Originalmente, esta ["Broken-Hearted Girl"] era uma música tradicional, totalmente R&B, que escrevemos com o Babyface. Ele entrou e mudou um acorde e escreveu as letras, em seguida, ele acrescentou uma voz em falsete que gravamos como uma demo. De lá seguimos para mudar a música de fundo, todo em torno de seu vocal. Mudamos os acordes, tudo, este é o lugar onde o solo de piano surgiu. A música está em ré menor. Acho que muitas das nossas músicas estão em tonalidades menores. Nós provavelmente inclinamos para uma expressão de mau humor melódico. É o que veio mais natural para nós".
— Mikkel Eriksen, do Stargate, descrevendo a concepção de "Broken-Hearted Girl".
Segue-se, então, "Satellites", uma balada cujo lirismo sugere as dificuldades de fazer um relacionamento durar quando se está sob os olhos do público, como no verso: "Estamos sempre em exposição/Vamos correr e nos esconder". Outra canção regravada do disco é "Smash into You", que foi anteriormente gravada por Jon McLaughlin como "Smack into You". A obra foi retrabalhada e regravada por Beyoncé, dando a ela mínimos créditos de escrita por mudar "Smach" para "Smash". Seu lirismo é sobre se entregar ao desconhecido no início de um novo relacionamento. Foi posteriormente usada na trilha sonora de Obsessed, um filme lançado em 2009 protagonizado pela intérprete. O próximo número, "That's Why You're Beautiful" é uma power ballad de andamento lento derivada do soft rock e do rock, formada por um "pesado" riff de guitarra e baterias balbuciantes. Críticos compararam a canção com materiais de Alice in Chains e Jill Scott. A platinum edition do álbum também inclui uma regravação de "Honesty", lançada por Billy Joel em 1979.
A segunda etapa do álbum é iniciada com "Single Ladies (Put a Ring on It)". Esta é uma canção dance-pop e R&B, com influências musicais do dancehall e do bounce. Liricamente, a intérprete celebra a solteirice e fala sobre a falta de compromisso dos homens. Na ponte, ela ordena: "Não me trate como qualquer uma / Eu não sou esse tipo de garota / Seu amor é o que eu prefiro, o que eu mereço". Segundo Jonah Weiner, da Blender, a canção faz uma referência clara ao casamento de Beyoncé com Jay-Z, ao passo em que Greg Kot, do Chicago Tribune, sentiu que as letras possuíam uma conexão com uma "pós-separação". Na seguinte, "Radio", a intérprete troca suas raízes R&B pelo electropop influenciado pelo som synth-pop dos anos 80, na qual a ela fala sobre sua paixão por ouvir música. Profissionais notaram "Diva" como uma variação de "A Milli", de Lil Wayne, e cunharam-na como a sua contraparte feminina. A canção possui uma batida balbuciante, acompanhada por um groove lento e baixo bombeamento. Em suas linhas, a protagonista feminina fala e canta sobre a definição positiva de uma diva, explicando que "Diva é a versão feminina do malandro", e faz frequentes referências à fortuna da cantora, com a mesma abanando-se com milhões de dólares.
"Sempre tentei escolher músicas e singles que fizessem parte da cultura pop, que fizessem parte de coisas pelas quais as pessoas são apaixonadas e querem falar e debater. "Single Ladies (Put a Ring on It)" é uma música animada e divertida. Mas também é algo que as mulheres vivenciam todos os dias. "Irreplaceable" também é sobre algo que as pessoas vivenciam todos os dias. Mais do que tudo, sempre tento me desafiar e fazer uma variedade de coisas diferentes. Em Sasha Fierce, o álbum lento mostrou muito mais minha habilidade vocal. E há também a parte animada para mostrar a dança".
— Beyoncé comentando sobre "Single Ladies (Put a Ring on It)".
"Sweet Dreams" apresenta o uso de uma linha do baixo eletrônica — a qual foi comparada à "Beat It", de Michael Jackson — e também possui um som electropop. Em suas linhas, Beyoncé descreve um relacionamento amoroso em que ela tem dificuldade em diferenciar se o seu parceiro é um "doce sonho ou um lindo pesadelo". Segundo críticos, "Video Phone" contém letras que são uma referência a "celebração de sexo [através do] Skype e colocando-se em um show solo na câmera para um cara que você encontrou na boate". A versão remixada da faixa apresenta os vocais convidados de Lady Gaga intercalados com os de Beyoncé. Musicalmente, a canção é constituída de letras simples, com insinuações escondidas, e é apoiada por batidas de camadas finas; ambas as intérpretes proferem suspiros e gemidos enquanto executam a música.
A próxima canção de I Am... Sasha Fierce é "Hello". De acordo com Spence D., da IGN, a faixa sai como outra balada que "preenche a primeira parte do álbum". Apresenta a linha de Jerry Maguire, "Você me ganhhou com um olá", como parte de seu refrão, e é sobre, como a própria Beyoncé descreve, "conhecer o homem dos seus sonhos pela primeira vez". Seu instrumental é composto "doces acordes de guitarras e delicadas harmonias". "Ego" é um híbrido de R&B e jazz. Nele, a intérprete canta sobre se sentir atraída pelo ego enorme do seu homem, em versos de duplo sentido: "É muito grande/ É muito largo/ É muito forte/ Não cabe/ É muito/ É muito difícil". A versão remix tem a participação do rapper Kanye West, que foi considerado pela artista como a "pessoa perfeita" para participar. "Scared of Lonely" é um faixa de R&B de tempo moderado, produzida por Darkchild, com um som mais clássico e tradicional. Liricamente, o alter ego destemido de Beyoncé expõe seu medo da solidão. Em "Poison", ela canta sobre uma mulher que esta envolvida com uma pessoa que é, ao mesmo tempo, a aflição e o remédio de sua angústia: "Não vejo como algo de bom poderia vir de amar você/ A minha morte deve ser a sua missão". O último tema inédito do registro é "Why Don't You Love Me", um dance-pop que faz uso de um estilo retrô. Co-escrita por Solange, apresenta a intérprete cansada, tentando dar um jeito de voltar à razão em um amante indigno, cuja incapacidade de reconhecer todos os seus maravilhosos atributos é verdadeiramente desprezível, para dizer o mínimo. No final, faltando apenas alguns segundos, Beyoncé pondera: "Talvez você não seja a pessoa certa / Ou talvez você esteja só brincando".

## Lançamento e arte

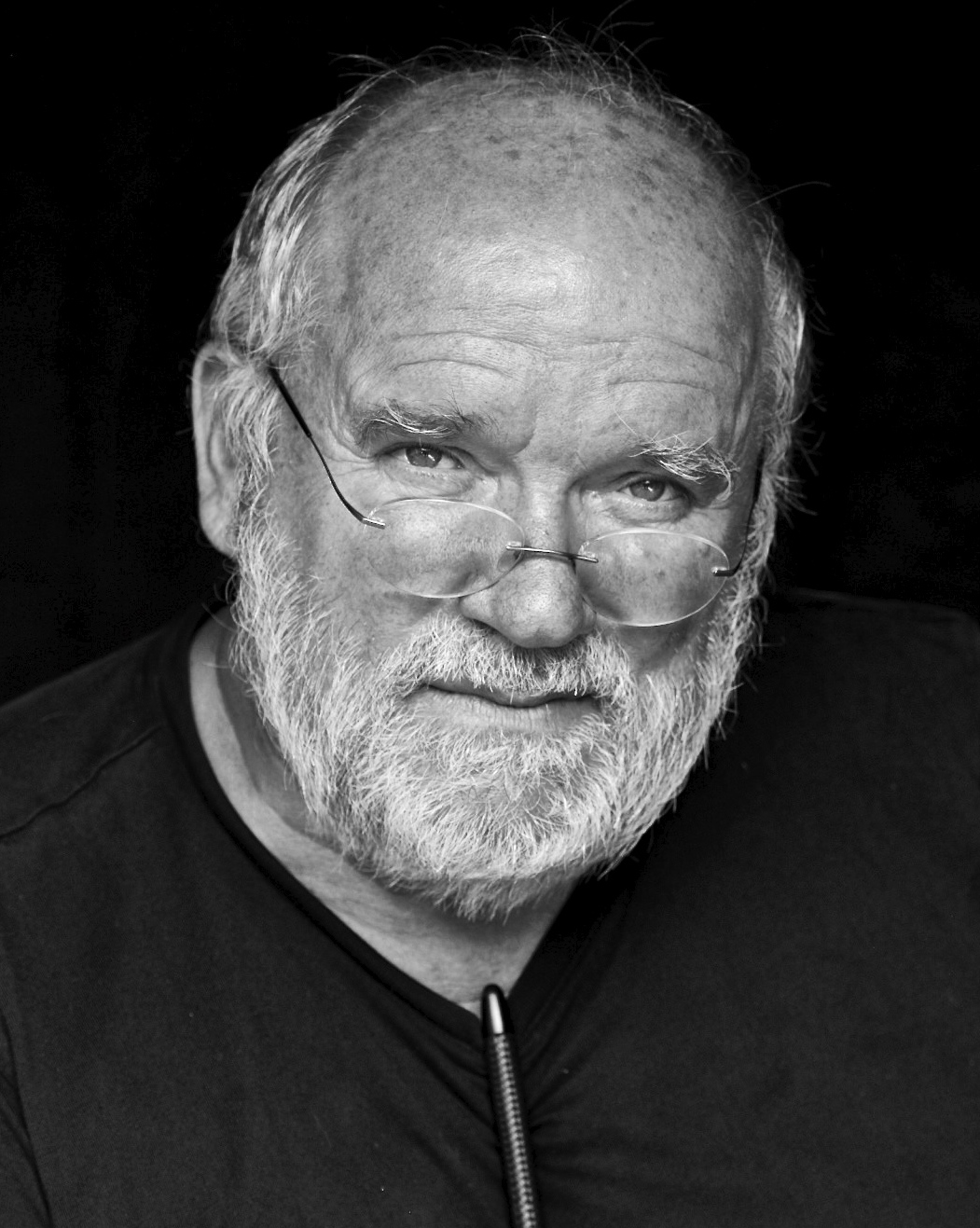
As imagens de capa das edições padrão, deluxe e platina do projeto foram todas tiradas pelo fotógrafo alemão Peter Lindbergh (foto).

I Am... Sasha Fierce foi lançado nos Estados Unidos em 18 de novembro de 2008, e anteriormente no Japão no dia 12 do mesmo mês, na Austrália e Alemanha em 14, e na França e Reino Unido no dia 17; a edição deluxe do álbum foi liberada simultaneamente com a edição padrão. Em 16 de junho de 2009, Above and Beyoncé: Video Collection & Dance Mixes foi liberado; composto por um CD com remixes de faixas de I Am... Sasha Fierce, incluindo o de "Ego", com Kanye West, e um DVD com videoclipes lançados anteriormente para esses singles, bem como filmagens dos bastidores. A edição de platina do projeto foi lançada na Austrália no vigésimo oitavo aniversário da cantora, em 4 de setembro de 2009, e nos Estados Unidos em 20 de outubro; incluía uma regravação da música "Honesty" (1979), de Billy Joel, bem como um DVD contendo vários videoclipes de canções do álbum. A edição deluxe de I Am... Sasha Fierce foi relançada nos Estados Unidos em 23 de novembro, incluindo todas as músicas lançadas anteriormente, além das inéditas "Poison" e o remix de "Video Phone", com Lady Gaga. Um extended play (EP), intitulado I Am... Sasha Fierce: The Bonus Tracks foi liberado no mesmo dia para download digital nos Estados Unidos, apresentando as últimas canções, junto com "Why Don't You Love Me".
O álbum foi intitulado I Am... Sasha Fierce para mostrar a diferença entre Beyoncé e seu alter ego Sasha Fierce; o primeiro CD leva o nome de I Am... enquanto o segundo é intitulado Sasha Fierce. Fazendo comparações com uma revista, a intérprete elaborou que a obra era um álbum duplo e tinha duas capas. A arte da capa de I Am..., descrita como "por baixo de toda a maquiagem", é um retrato dela sem roupas ou maquiagem visíveis, enquanto a de Sasha Fierce a mostra usando maquiagem pesada, um collant, saltos altos e pontudos e uma luva metálica "ciborgue". As imagens de capa das edições padrão, deluxe e platina do projeto foram todas tiradas pelo fotógrafo alemão Peter Lindbergh. Na capa de I Am..., em preto e branco, a artista é vista olhando diretamente para a câmera com as mãos atrás da cabeça. A única peça de roupa ou acessório visível é uma pulseira em seu pulso direito. Em 2021, durante uma entrevista para a Harper's Bazaar, ela revelou que o preto e branco foi escolhido após ser informada em uma reunião, discutindo análises, que uma pesquisa descobriu que seus fãs não gostavam quando suas fotos eram nessa tonalidade de cor, acrescentando: "Me irritou que uma agência pudesse ditar o que meus fãs queriam com base em uma pesquisa". Ela ressaltou que estava "tão exausta e irritada com essas empresas corporativas estereotipadas" e destacou o sucesso comercial subsequente do álbum como uma prova que contrária a pesquisa.

## Repercussão

### Crítica profissional
| Críticas profissionais | Críticas profissionais |
| Pontuações agregadas   | Pontuações agregadas   |
| Fonte                  | Avaliação              |
| ---------------------- | ---------------------- |
| Metacritic             | (62/100)               |
| Avaliações da crítica  |                        |
| Fonte                  | Avaliação              |
| About.com              | [ 59 ]                 |
| Allmusic               | [ 17 ]                 |
| Blender                | [ 33 ]                 |
| Jam!                   | [ 26 ]                 |
| Território da Música   | [ 60 ]                 |
| Rolling Stone          | [ 61 ]                 |
| Slant Magazine         | [ 23 ]                 |
| Spin                   | (4/10)                 |
| The Guardian           | [ 63 ]                 |

O agregador de resenhas Metacritic, com base em vinte e quatro críticas recolhidas, concedeu a I Am... Sasha Fierce uma média de 62 pontos de uma escala que vai até 100, indicando "análises geralmente positivas". Bill Lamb, da seção de música pop e mainstream do portal About.com, atribuiu para o trabalho quatro estrelas de cinco possíveis, opinando que Beyoncé prova que "é uma artista que continua a desafiar a si mesma e ao seu público. Ela não se contenta com um estilo único e desgastado. Como era de se esperar, I Am...Sasha Fierce é um trabalho e um conceito impressionantes. No entanto, fica um pouco aquém da qualidade revigorante de seu álbum anterior, B'Day". Sal Cinquemani, da revista Slant Magazine, deu para o projeto três estrelas de cinco totais e analisou que a "força" do álbum é "as suas canções individuais [...] um testamento de Beyoncé como uma das artistas solo mais fiáveis de hoje em dia", mas sentiu que "a disparidade real é a sua inabilidade de reconciliar o sentimentalismo adulto contemporâneo de I Am com os sons modernos e nervosos de Sasha Fierce". Adam Mattera, do jornal The Observer, comentou que ambos os discos não possuem profundidade, observando que o primeiro está "muito ocupado procurando formatos radiofônicos para expor qualquer alma genuína', e criticou o segundo disco por apresentar uma "sucessão de hinos de mulheres independentes como 'Single Ladies' e 'Diva' que, sem dúvida, vão inspirar várias drag queens ao redor do mundo, mas vão deixar muitas outras confusas". Ryan Dombal, da Pitchfork Media, viu o álbum como uma regressão de B'Day, escrevendo: "Ninguém vence a batalha entre Beyoncé e Sasha muitas vezes, [mas] o ouvinte perde". Andy Kellman, do banco de dados Allmusic, atribuiu duas estrelas e meia de cinco permitidas, descrevendo o segundo disco como "artificialmente frágil", que favorece o "pop otimista decente, embora facilmente esquecível. Se colocada no contexto de um álbum sem uma estratégia de embalagem, haveria pouca evidência de que Beyoncé esteja fazendo uma progressão radical ou sendo mais ousada do que antes". Resenhando para o portal MSN Music, o crítico musical Robert Christgau nomeou o trabalho como um dos "fracassos do mês" e o entregou uma nota "B", indicando-o como "um mau registro cujos detalhes raramente precisam de mais reflexão". O profissional definiu a sua "divisão de dupla personalidade" como "profundamente insípida", observando que existiam apenas "três canções boas nesse artefato de onze faixas".
Entregando três estrelas de cinco totais, Alexis Petridis, do jornal britânico The Guardian, considerou que "no pop, a honestidade nem sempre é a melhor política". Jonah Weiner, da revista Blender, concedeu a mesma classificação para o registro e resenhou que "Beyoncé ainda é uma feminista de salão de beleza, rápida com as agressões, e ela ainda descreve a onda de amor com equilíbrio sobrenatural". Para o jornalista Matos Michaelangelo, do The A.V. Club, os dois discos eram "muito desiguais". Stacey Anderson, da publicação Spin, comentou que o "ritmo constante" do primeiro "amortece qualquer sutileza; até mesmo faixas delicadas e sofisticadas como "Satellites" se transformam em um ronronar decepcionante", enquanto Sasha Fierce é de "uma direção intrigante mas diluída". Nana Ekua Brew-Hammond, do periódico The Village Voice, avalia que o disco I Am... não possui coesão, mas descreveu Sasha Fierce como "estridente, de cabeça grande, confrontador e espirituoso", declarando que "cada faixa incendiária desafia você a deixar suas inibições na chapelaria". Christian Hoard, da revista musical Rolling Stone, concedeu para a obra três estrelas e meia de cinco atribuíveis e notou que as canções lentas são "cheias de auto-afirmações brandas e linhas flácidas", porém escreveu que "o disco Sasha possui as músicas mais divertidas de Beyoncé até o momento". Colin McGuire, do PopMatters, classificou o trabalho de "um pouco áspero nos limites" e visualizou Sasha Fierce como "uma viagem muito mais atraente para às pistas de dança". Leah Greenblatt, da revista Entertainment Weekly, escreveu que o projeto oferece "dois lados convincentes" da intérprete, adicionando: "A faixas poderiam ter soado melhores se elas tivessem sido editadas em um único disco, em vez de insistir no que finalmente parece ser uma jogada de marketing. E embora os fãs certamente especulem, há pouca coisa nas letras que pareça mais reveladora do que as anteriores canções que provocam emoções intensas". Sasha Frere-Jones, do The New Yorker, considerou o álbum "uma bagunça", principalmente porque o alter ego "tropeça na ideia de redefinição". Maurício Kenzil, da página brasileira Território da Música, concedeu quatro estrelas de cinco totais e definiu I Am... Sasha Fierce como "um ótimo álbum, e ainda um pouco contido. Mas é o trabalho mais ousado na discografia de Beyoncé". Braulio Lorentz, do Jornal do Brasil, expressou que "o terceiro álbum da neo-diva é conceitual: um dos CDs tem faixas melosas e meio-amargas numa tentativa de mostrar seu amadurecimento; no outro, a persona Sasha Fierce se apresenta por meio de dançantes petardos, sem fugir do hip hop de cantoras como Mariah Carey, Rihanna e (...) Beyoncé". O profissional concluiu que "fica claro no álbum duplo a tentativa da artista de se vender como uma cantora que pode, sim, ter um lado A, mas clama pelo reconhecimento do lado B de si mesma".

"Em um mundo onde Rihanna parece lançar sucesso após sucesso, Beyoncé, embora tenha um desempenho superior no palco, precisa voltar com algo mais forte do que isso, se quiser ter a sua coroa de volta da jovem concorrente".

—Trecho da análise feita por Talia Kraines, da BBC Music.
Darryl Sterdan, da Jam!, emitiu três estrelas de cinco atribuíveis ao registro, o definindo como "um conjunto de dois discos ambiciosos com o objetivo de mostrar os dois lados de sua personalidade dividida: a gentil e romântica Beyoncé e a diva dos palcos Sasha". Sterdan complementou que, "de certa forma, isso faz com que seja seu álbum mais pessoal, arriscado e revelador. Mas em outros aspectos, é também a sua saída mais auto-indulgente e inconsistente, com um disco dedicado a baladas e outro para números otimistas — e muitas faixas que não são adequadas para os amplos talentos de Beyoncé". Spence D., da IGN, analisou que, "honestamente, as músicas (e a própria Beyoncé) teriam servido melhor se esse álbum fosse lançado como dois discos separados ou, pelo menos, se tivesse sido formado até as 10 faixas mais fortes". Greg Kot, do jornal Chicago Tribune, notou que "o disco contém mais atitude do que estamos acostumados a ouvir de Beyoncé, que geralmente erra no lado de desgosto e nas declarações genéricas de solidariedade feminina". Para o autor Nick Levine, do Digital Spy, "enquanto há muito para admirar em I Am ... Sasha Fierce — as músicas são universalmente bem trabalhadas, a cantoria de Beyoncé está melhor do que nunca — é estranhamente abaixo do esperado como um álbum duplo. É difícil afastar a sensação de que, depois de tentar algo corajoso com o conceito do disco, Beyoncé está optando pelo seguro com a música que ele contém". Joey Guerra, do Houston Chronicle, definiu I Am... como o destaque do projeto e Sasha Fierce como uma continuação de B'Day, observando que "Beyoncé traz força surpreendente e emoção para várias canções, e os resultados são na maior parte lindos". Guerra concluiu que "todas as 16 músicas caberiam facilmente em um disco. Mas a super-estrela mais dedicada de Houston [sua cidade natal] merece um pouco de indulgência". Talia Kraines, da BBC Music, notou que a obra é "uma tentativa, sem dúvida, de a credibilidade e importância, I Am ... Sasha Fierce, fica aquém deste objetivo". Ann Powers, do periódico Los Angeles Times, disse que o trabalho "a mostra aprimorando ainda mais essas duas tendências, e é repleta de escolhas interessantes. Mas suas preocupações equivocadas com a autenticidade levam Beyoncé a cometer alguns deslizes infelizes (principalmente na poça do excesso) que frequentemente afligem artistas em meados de carreira".

### Reconhecimento

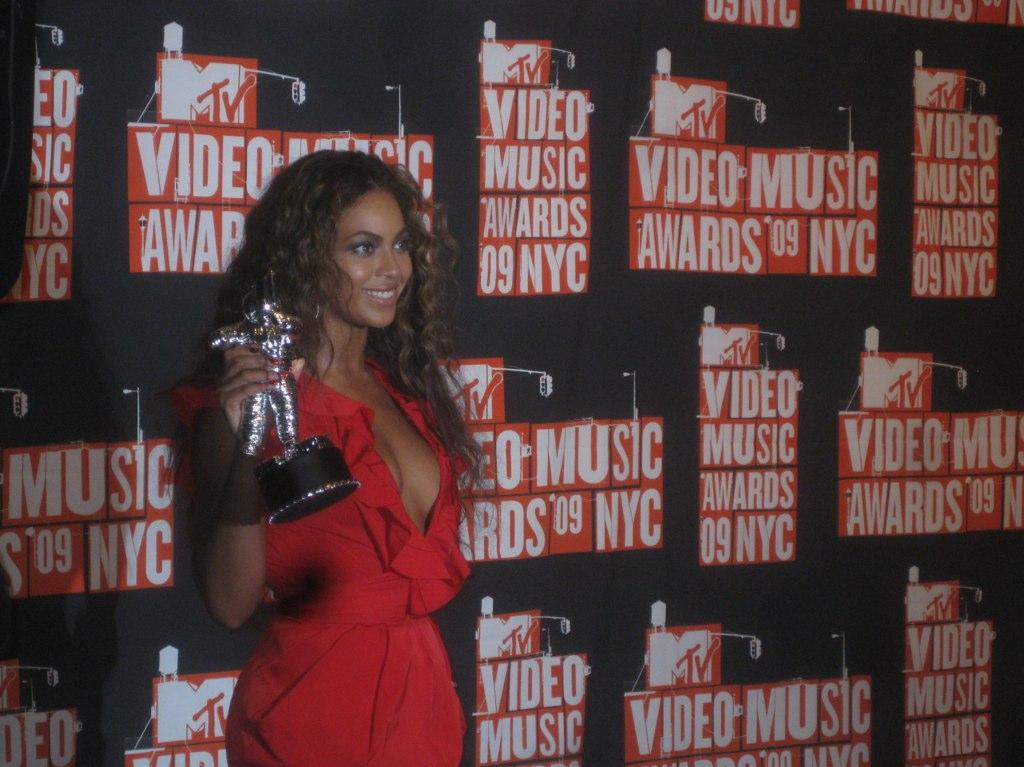
Beyoncé após os MTV Video Music Awards de 2009, premiação na qual o vídeo de "Single Ladies" foi indicado em nove categorias e venceu três delas, incluindo a principal da noite, a de Vídeo do Ano.

Leah Greenblatt, da Entertainment Weekly, posicionou I Am... Sasha Fierce na vice-liderança da lista dos dez melhores álbuns de 2008, declarando que "'If I Were a Boy' e 'Single Ladies' (Put a Ring on It)' são, sem dúvida, os destaques do álbum; ainda assim, a surpresa aqui é como é consistentemente satisfatório o resto — até mesmo as faixas menos chamativas florescem na audição repetida". Mark Edward Nero, do portal About.com, classificou-o no nono lugar entre os melhores álbuns R&B do mesmo ano. Ao compilar os melhores trabalhos de 2008, Christian Gerard, da NBC Washington, colocou o projeto na lista das "menções honrosas". Em um catálogo similar, feito pela Pazz & Jop, publicada pelo The Village Voice, I Am... Sasha Fierce conquistou respectivamente as colocações de 330 e 580 em 2008 e 2009. Leitores da publicação Roling Stone o elegeram o décimo segundo entre os melhores álbuns da década de 2000, enquanto editores da Entertainment Weekly posicionaram-no na oitava colocação entre os dez melhores do mesmo período. Beyoncé conquistou o prêmio de Artista Feminina Favorita de R&B nos American Music Awards de 2009, com o disco sendo indicado na categoria de Álbum Favorito de Soul/R&B.
A cantora venceu a condecoração de Melhor Artista de R&B nos BET Awards, recebendo a indicação de Artista Solo Feminina Internacional nos BRIT Awards, nos Meteor Music Awards do mesmo ano e nos International Dance Music Awards de 2010. Nos MTV Europe Music Awards de 2009, ela ganhou três troféus: Melhor Artista Feminina, Melhor Vídeo ("Single Ladies") e Melhor Canção ("Halo"). Já nos MTV Video Music Awards de 2009, o vídeo musical de "Single Ladies" foi laureado em três categorias: Melhor Coreografia, Melhor Edição e o principal da noite, de Vídeo do Ano. I Am... Sasha Fierce foi indicado para Álbum Excepcional nos NAACP Image Awards de 2009 e para Álbum Internacional do Ano nos NRJ Music Awards do ano seguinte. Beyoncé também recebeu nomeações para Artista Feminina Favorita e Artista favorito de R&B nos People's Choice Awards e Teen Choice Awards de 2010. O álbum e seus singles renderam à cantora seis indicações durante a 52.ª edição dos Grammys, incluindo Álbum do Ano. Ela venceu seis das oito nomeações em que foi indicada, sendo a artista feminina com o maior número de prêmios conquistados em uma única cerimônia — um recorde que foi igualado por Adele em 2012.

## Divulgação

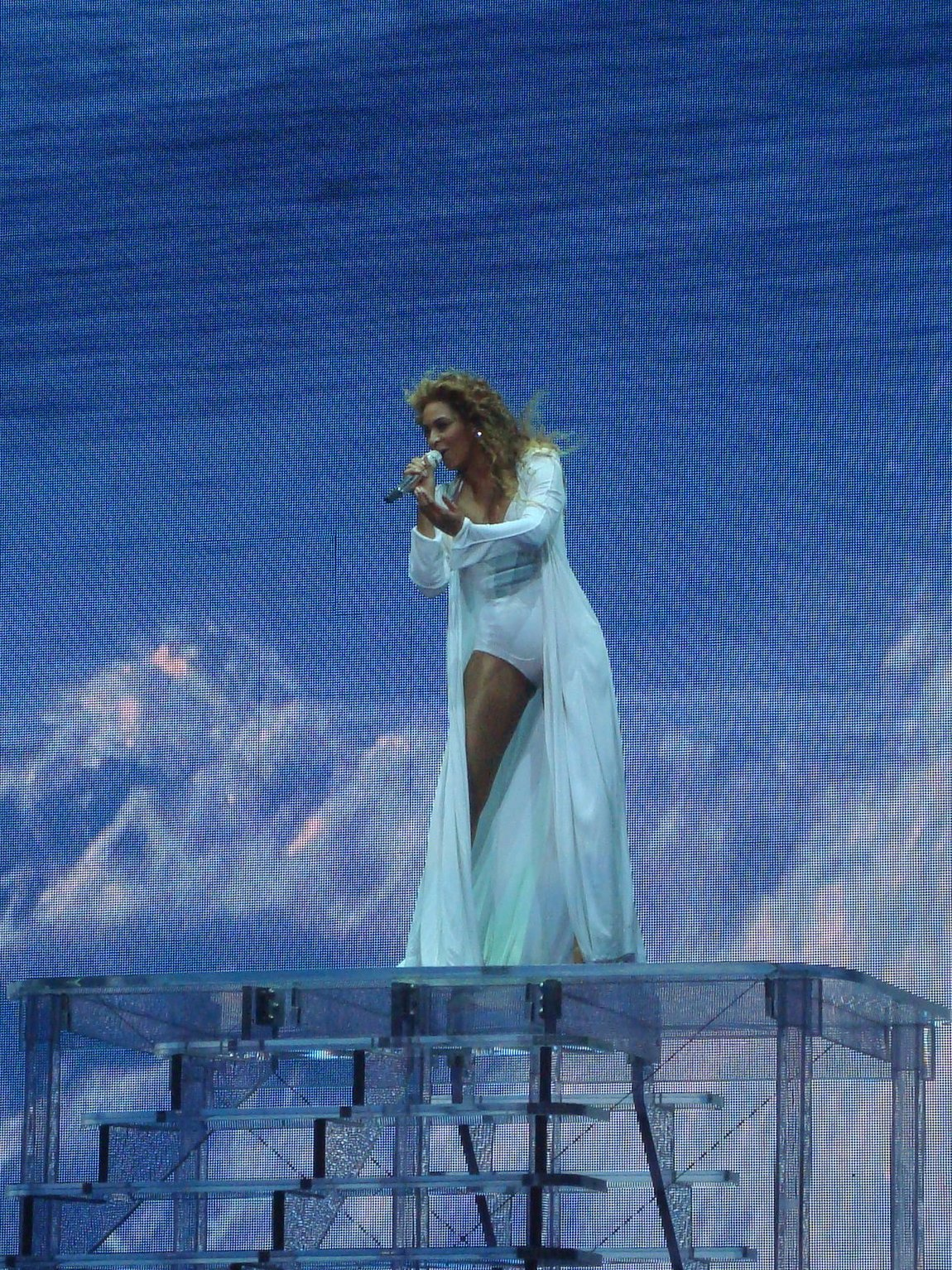
Beyoncé apresentando "Smash Into You" na passagem da turnê I Am... Tour (2009-10) pelo Rio de Janeiro, Brasil.

Beyoncé promoveu I Am... Sasha Fierce por meio de várias aparições na televisão e cerimônias de premiação, apresentando músicas de seu alinhamento de 2008 até o início de 2010. Seu pai e então empresário, Mathew Knowles, realizou uma festa de audição do disco na cidade de Nova Iorque, em 22 de outubro de 2008. Ela cantou "Single Ladies (Put a Ring on It)" pela primeira vez ao vivo em um show organizado pela estação de rádio Power 105.1, em 29 de outubro. Já "If I Were a Boy" foi executado pela primeira vez em 31 seguinte, no programa de televisão musical japonês Music Station. Mais tarde, ela apresentou a canção em 6 de novembro, na cerimônia daquele ano dos MTV Europe Music Awards. Em 9 de novembro, deu voz a ambas as faixas, no World Music Awards, realizado em Mônaco. Ela então subiu ao palco do The Oprah Winfrey Show para cantar "If I Were a Boy" no dia 13. Em 15 seguinte, a artista apareceu no Saturday Night Live, onde cantou "Single Ladies (Put a Ring on It)". Durante o episódio final do Total Request Live, que foi ao ar 16 de novembro, Beyoncé cantou um medley composto por "If I Were a Boy", "Single Ladies (Put a Ring on It)" e "Crazy in Love".

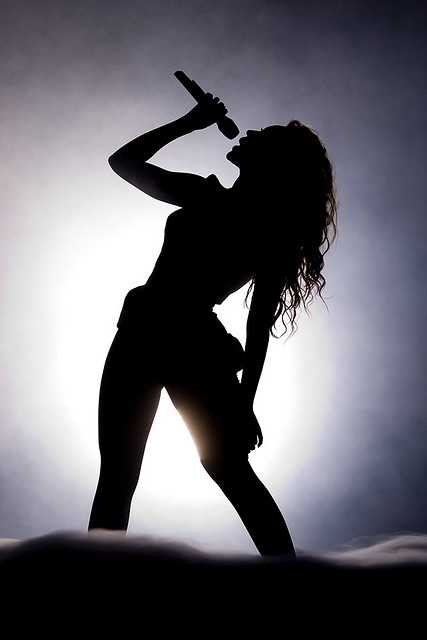
Beyoncé executando "Déjà Vu" durante uma apresentação da I Am... Tour no Pavilhão Atlântico, em Lisboa, Portugal.

A artista seguiu cantando "Single Ladies (Put a Ring on It)", dessa vez no programa 106 & Park, da BET, em 18 de novembro, nos American Music Awards no dia 23, no The Ellen DeGeneres Show no dia 25, no Today no dia seguinte, e no The Tyra Banks Show, ao lado de dois dançarinos, em 9 de janeiro de 2009. A primeira apresentação ao vivo de "Halo" ocorreu no 40.º NAACP Image Awards, realizado em 12 de fevereiro. Mais tarde, ela executou a faixa no Late Show with David Letterman, após uma entrevista, em 22 de abril de 2009. "Sweet Dreams" foi interpretado no MTV Europe Music Awards, em 5 de novembro. Na 52.ª edição dos Grammy, concretizada em em 31 de janeiro de 2010, Beyoncé apresentou-se com "If I Were a Boy", junto com uma regravação da música "You Oughta Know" (1995), de Alanis Morissette. No mês seguinte, a faixa bônus "Why Don't You Love Me", das várias reedições do álbum, subiu na Dance Club Songs, eventualmente chegando ao primeiro lugar e se tornando o décimo terceiro sucesso número um da cantora na parada. Em 4 de maio, um videoclipe completo apareceu online após seu lançamento como single promocional. Beyoncé deveria apresentar "Sweet Dreams" nos MTV Video Music Awards em 13 de setembro; no entanto, ela apenas executou a ponte da música no início de sua performance, antes de mudar para "Single Ladies (Put a Ring on It)".
Para promover ainda mais o projeto, Beyoncé embarcou na I Am... Tour, que começou em Edmonton, Canadá, em 26 de março de 2009. A parte europeia da turnê iniciou-se em 26 de abril em Zagreb, Croácia, e terminou em 9 de junho em Londres, Reino Unido. Em 21 de junho, ela começou a terceira parte da digressão, nos Estados Unidos, e terminou em agosto com uma residência de quatro apresentações, nomeada I Am... Yours, no Teatro Encore em Las Vegas. Começando em 15 de setembro, a quarta parte iniciou-se em Melbourne, Austrália e terminou no dia 24 seguinte em Perth, no mesmo país. Beyoncé então passou a se apresentar na Ásia, Oriente Médio, Europa, África e Reino Unido, antes de terminar a parte de 2009 da turnê em 24 de novembro em Belfast, Irlanda do Norte. O espetáculo teve sua etapa final em fevereiro de 2010, visitando a América Latina. Começando em 4 de fevereiro em Florianópolis, Brasil, ela tocou em outros cinco lugares antes de terminar em Port of Spain, em 18 de fevereiro. De acordo com a Pollstar, os shows de 2010 arrecadaram 17,2 milhões de dólares, o que se somou aos 86 milhões adquiridos com os primeiros 86 concertos em 2009, elevando o total da digressão para 97 shows e um lucro de 103,2 milhões de dólares. A residência I Am... Yours foi gravada em 2 de agosto de 2009 e posteriormente lançada como DVD, CD de áudio e especial de televisão no final de novembro de 2009, intitulado I Am... Yours: An Intimate Performance at Wynn Las Vegas. Várias apresentações da digressão foram filmadas para um filme-concerto, intitulado I Am... World Tour, que foi liberado em 30 de novembro de 2010.

## Singles

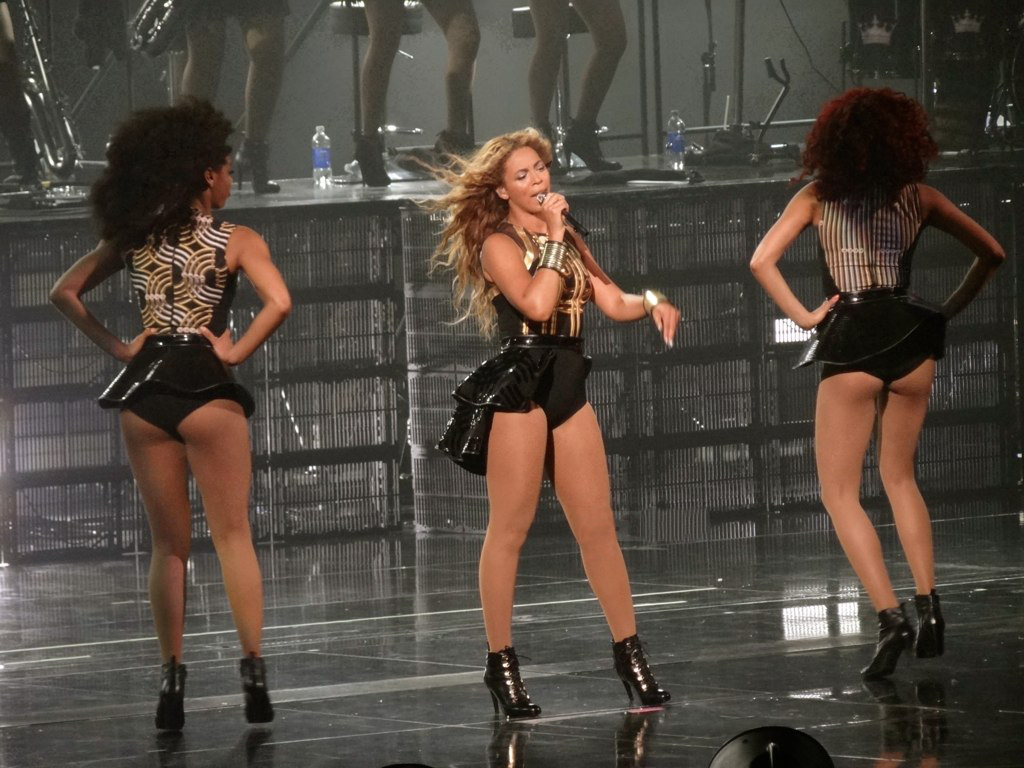
Beyoncé e duas dançarinas na performance de "Single Ladies" na turnê The Mrs. Carter Show World Tour. A canção foi seu quinto single em primeiro lugar na Billboard Hot 100.

Em 8 de outubro de 2008, Beyoncé liberou os dois primeiros singles de I Am... Sasha Fierce. "If I Were a Boy" alcançou a terceira posição na tabela estadunidense Billboard Hot 100, liderou oito paradas em todo o mundo e alcançou os dez primeiros lugares em muitas outras nações. O vídeo musical correspondente foi dirigido por Jake Nava e estreou em 13 de outubro de 2008 através do extinto programa televisivo Total Request Live. Filmado em preto-e-branco, o trabalho apresenta papéis invertidos — um conceito similar ao filme Freaky Friday (1976) — entre Beyoncé e seu marido, interpretado pelo jogador de basquete Eddie Goines. Em paralelo, "Single Ladies (Put a Ring on It)" foi divulgado e alcançou a liderança na Billboard Hot 100, tornando-se a quinta música em carreira solo da intérprete nessa posição. Posteriormente, foi certificada como diamante pela Recording Industry Association of America (RIAA). Seu vídeo musical foi dirigido por Jake Nava e apresenta uma coreografia J-Setting que foi inspirada por "Mexican Breakfast", uma rotina de dança criada em 1969 e coreografada por Bob Fosse. "Diva" foi liberada exclusivamente nos Estados Unidos e alcançou a posição dezenove na Billboard Hot 100, com seu vídeo musical apresentando a cantora e os dançarinos de apoio em um armazém. A próxima música de trabalho do projeto, "Halo", foi lançada internacionalmente e chegou até o quinto posto da Billboard Hot 100, provando ser um sucesso comercial e alcançando o top dez em todo o mundo. Foi certificado como diamante pela RIAA. O vídeo musical correspondente foi dirigido por Philip Andelman e retrata o relacionamento harmonioso e romântico entre os casal principal.
Após os anúncios da I Am... Tour, mais dois singles foram inicialmente alinhados, a saber, "Broken-Hearted Girl" e "Sweet Dreams" — embora tenham trocado de ordem para se tornarem o sexto e o sétimo lançamentos, respectivamente. "Sweet Dreams" alcançou os dez primeiros lugares na maioria dos países, incluindo os Estados Unidos, conseguindo liderar a parada da Nova Zelândia. O videoclipe que acompanha a música foi dirigido por Adria Petty e mostra Beyoncé vestindo um traje robótico dourado desenhado pelo estilista francês Thierry Mugler. Liberado na sequência, "Broken-Hearted Girl", ficou entre os quarenta primeiros lugares em várias paradas ao redor do mundo. Sophie Muller dirigiu um videoclipe monocromático para a música, no qual a personagem da intérprete relembra seu relacionamento em uma praia em Malibu, Califórnia. O oitavo single de I Am... Sasha Fierce, "Video Phone", foi lançado como em 22 de setembro de 2009, com um videoclipe de acompanhamento retratando Beyoncé e Gaga em diversos figurinos, brandindo armas coloridas em direção a homens e prestando homenagem ao filme Reservoir Dogs (1992) e à lenda das pin-ups Bettie Page. Assim como seu antecessor, alcançou o top 40 nas paradas ao redor do mundo, chegando ao número 75 na Billboard Hot 100. Também se tornou o décimo quarto número um de Beyoncé na Hot Dance Club Songs. "Why Don't You Love Me" foi divulgado como o nono e último single em 2 de julho de 2010 e, mesmo antes disso, já havia alcançado o topo da Hot Dance Club Songs. Seu videoclipe, ao estilo dos anos 1960, foi dirigido por Melina Matsoukas e Beyoncé sob o pseudônimo de Bee-Z. A gravação presta homenagem a Bettie Page, recebendo elogios dos críticos especializados  por seus cenários e figurinos no estilo dos anos 1960. Até julho de 2010, as faixas do álbum já haviam vendido um total combinado de 12,3 milhões de unidades nos Estados Unidos por intermédio digital; e de acordo com a Columbia Records, as músicas do disco foram compradas mais de 15 milhões de vezes digitalmente em todo o mundo.

## Alinhamento de faixas
| Disco um: I Am... |                       |                                                          |                                        |         |  |
| N.º               | Título                | Compositor(es)                                           | Produtor(es)                           | Duração |  |
| 1.                | "If I Were a Boy"     | Tobias Gad Brittany Carlson                              | Toby Gad Beyoncé                       | 4:10    |  |
| 2.                | "Halo"                | Ryan Tedder Evan Bogart Beyoncé                          | Tedder Bogart Beyoncé                  | 4:22    |  |
| 3.                | "Disappear"           | Amanda Gosein Hugo Chakrabongse Dave McCracken Ian Dench | Gosein McCracken Dench Beyoncé         | 4:29    |  |
| 4.                | "Broken-Hearted Girl" | Kenneth Edmonds Beyoncé                                  | Eriksen Hermansen Edmonds Beyoncé      | 4:39    |  |
| 5.                | "Ave Maria"           | Beyoncé Gosein Dench Makeba Riddick                      | Eriksen Hermansen Beyoncé Gosein Dench | 3:42    |  |
| 6.                | "Satellites"          | Gosein Beyoncé McCracken Dench                           | Gosein McCracken Dench Beyoncé         | 3:07    |  |
| Duração total:    | Duração total:        | Duração total:                                           | Duração total:                         | 24:29   |  |

| Disco um: I Am... — Faixas bônus da edição deluxe |                                                        |                                                             |                             |         |  |
| N.º                                               | Título                                                 | Compositor(es)                                              | Produtor(es)                | Duração |  |
| 7.                                                | "Smash into You"                                       | Christopher Stewart Terius Nash                             | Stewart Nash Beyoncé        | 4:31    |  |
| 8.                                                | "That's Why You're Beautiful"                          | Gosein McCracken Dench                                      | Hey Beyoncé                 | 3:41    |  |
| 9.                                                | "Save the Hero" (faixa bônus da edição deluxe digital) | Beyoncé James Scheffer Richard Butler Jr. Alexandra Tamposi | Scheffer Butler Jr. Beyoncé | 4:34    |  |
| Duração total:                                    | Duração total:                                         | Duração total:                                              | Duração total:              | 37:14   |  |

| Disc um: I Am... — Edição padrão espanhola e latino-americana (faixa bônus) |                        |                     |                |         |  |
| N.º                                                                         | Título                 | Compositor(es)      | Produtor(es)   | Duração |  |
| 7.                                                                          | "Si Yo Fuera un Chico" | Gad Jean Rudy Pérez | Gad Beyoncé    | 4:09    |  |
| Duração total:                                                              | Duração total:         | Duração total:      | Duração total: | 28:31   |  |

| Disco dois: Sasha Fierce |                                    |                                         |                                  |         |  |
| N.º                      | Título                             | Compositor(es)                          | Produtor(es)                     | Duração |  |
| 1.                       | "Single Ladies (Put a Ring on It)" | Stewart Beyoncé Nash Thaddis Harrell    | Stewart Nash Beyoncé             | 3:13    |  |
| 2.                       | "Radio"                            | Scheffer Butler Dwayne Nesmith          | Scheffer Butler Nesmith Beyoncé  | 3:39    |  |
| 3.                       | "Diva"                             | Beyoncé Shondrae Crawford Sean Garrett  | Crawford Garrett Beyoncé         | 3:21    |  |
| 4.                       | "Sweet Dreams"                     | Butler Beyoncé Scheffer Wayne Wilkins   | Scheffer Wilkins Butler Beyoncé  | 3:28    |  |
| 5.                       | "Video Phone"                      | Beyoncé Crawford Garrett Angela Beyincé | Crawford Garrett Beyoncé Beyincé | 3:35    |  |
| Duração total:           | Duração total:                     | Duração total:                          | Duração total:                   | 41:45   |  |

| I Am... Sasha Fierce — Faixas bônus da edição deluxe |                                                    |                                                                 |                          |         |  |
| N.º                                                  | Título                                             | Compositor(es)                                                  | Produtor(es)             | Duração |  |
| 6.                                                   | "Hello"                                            | Beyoncé David Quiñones Bogart                                   | Beyoncé Ramon Owen       | 4:17    |  |
| 7.                                                   | "Ego"                                              | Blac Elvis Harold Lilly Beyoncé                                 | Blac Elvis Lilly Beyoncé | 3:56    |  |
| 8.                                                   | "Scared of Lonely"                                 | Darkchild LaShawn Daniels Cristyle Love Solange Knowles Beyoncé | Darkchild Beyoncé        | 3:43    |  |
| 9.                                                   | "Why Don't You Love Me" (faixa bônus em pré-venda) | Solange Beyoncé Bama Boyz                                       | Bama Boyz Beyoncé        | 3:37    |  |
| Duração total:                                       | Duração total:                                     | Duração total:                                                  | Duração total:           | 52:41   |  |

| I Am... Sasha Fierce — Relançamento da edição deluxe |                                                                |                                                       |                               |         |  |
| N.º                                                  | Título                                                         | Compositor(es)                                        | Produtor(es)                  | Duração |  |
| 1.                                                   | "If I Were a Boy"                                              | Gad Jean                                              | Gad Beyoncé                   | 4:10    |  |
| 2.                                                   | "Halo"                                                         | Tedder Bogart Beyoncé                                 | Tedder Beyoncé                | 4:22    |  |
| 3.                                                   | "Disappear"                                                    | Ghost Chakrabongse McCracken Dench Beyoncé            | Ghost McCracken Dench Beyoncé | 4:29    |  |
| 4.                                                   | "Broken-Hearted Girl"                                          | Babyface Eriksen Hermansen Beyoncé                    | Stargate Beyoncé              | 4:39    |  |
| 5.                                                   | "Ave Maria"                                                    | Beyoncé Ghost Dench Riddick Eriksen Hermansen         | Stargate Beyoncé              | 3:42    |  |
| 6.                                                   | "Satellites"                                                   | Ghost McCracken Dench Beyoncé                         | Ghost McCracken Dench Beyoncé | 3:07    |  |
| 7.                                                   | "Smash Into You"                                               | Stewart The-Dream Beyoncé                             | Stewart The-Dream Beyoncé     | 4:31    |  |
| 8.                                                   | "That's Why You're Beautiful"                                  | Hey Fauntleroy II Beyoncé                             | Hey Beyoncé                   | 3:41    |  |
| 9.                                                   | "Single Ladies (Put a Ring on It)"                             | Stewart The-Dream Harrell Beyoncé                     | Stewart The-Dream Beyoncé     | 3:13    |  |
| 10.                                                  | "Radio"                                                        | Jonsin Love D-Town Beyoncé                            | Jonsin D-Town Love Beyoncé    | 3:39    |  |
| 11.                                                  | "Diva"                                                         | Beyoncé Bangladesh Garrett                            | Bangladesh Garrett Beyoncé    | 3:21    |  |
| 12.                                                  | "Sweet Dreams"                                                 | Beyoncé Jonsin Wilkins Love                           | Jonsin Wilkins Love Beyoncé   | 3:28    |  |
| 13.                                                  | "Video Phone"                                                  | Beyoncé Bangladesh Garrett Beyincé                    | Crawford Garrett Beyoncé      | 3:35    |  |
| 14.                                                  | "Hello"                                                        | Beyoncé Owen Quiñones Bogart                          | Owen Beyoncé                  | 4:17    |  |
| 15.                                                  | "Ego"                                                          | Blac Elvis Lilly Beyoncé                              | Blac Elvis Lilly Beyoncé      | 3:56    |  |
| 16.                                                  | "Scared of Lonely"                                             | Darkchild Daniels Cristyle Love Solange Beyoncé       | Darkchild Beyoncé             | 3:43    |  |
| 17.                                                  | "Poison"                                                       | Johntá Austin Eriksen Hermansen Beyoncé               | Stargate Beyoncé              | 4:02    |  |
| 18.                                                  | "Video Phone" (Extended Remix) (com participação de Lady Gaga) | Beyoncé Bangladesh Garrett Beyincé Stefani Germanotta | Bangladesh Garrett Beyoncé    | 5:04    |  |
| Duração total:                                       | Duração total:                                                 | Duração total:                                        | Duração total:                | 53:45   |  |

| I Am... Sasha Fierce — Edição da Walmart |                         |                                   |                   |         |  |
| N.º                                      | Título                  | Compositor(es)                    | Produtor(es)      | Duração |  |
| 19.                                      | "Why Don't You Love Me" | Solange Beyoncé Beyincé Bama Boyz | Bama Boyz Beyoncé |         |  |
| Duração total:                           | Duração total:          | Duração total:                    | Duração total:    | 45:22   |  |

| I Am... Sasha Fierce — Faixas bônus da iTunes Store britânica |                                    |                    |         |  |
| N.º                                                           | Título                             | Produtor(es)       | Duração |  |
| 21.                                                           | "Ego" (Slang "Big Ego" Club Remix) | Slang "Big Ego"[A] | 6:18    |  |
| 22.                                                           | "Diva" (Karmatronic Club Remix)    | Karmatronic[A]     | 5:05    |  |
| Duração total:                                                | Duração total:                     | Duração total:     | 72:35   |  |

| I Am... Sasha Fierce — Platinum edition (CD) |                                    |                                                 |                               |         |  |
| N.º                                          | Título                             | Compositor(es)                                  | Produtor(es)                  | Duração |  |
| 1.                                           | "Single Ladies (Put a Ring on It)" | Stewart The-Dream Harrell Beyoncé               | Stewart The-Dream Beyoncé     | 3:13    |  |
| 2.                                           | "Diva"                             | Beyoncé Shondrae Crawford Sean Garrett          | Crawford Garrett Beyoncé      | 3:21    |  |
| 3.                                           | "Ego"                              | Blac Elvis Harold Lilly Beyoncé                 | Blac Elvis Lilly Beyoncé      |         |  |
| 4.                                           | "Halo"                             | Beyoncé Tedder Bogart                           | Tedder Beyoncé                | 4:21    |  |
| 5.                                           | "If I Were a Boy"                  | Gad Jean                                        | Gad Beyoncé                   | 4:10    |  |
| 6.                                           | "Smash into You"                   | Stewart The-Dream Harrell Beyoncé               | Stewart The-Dream Beyoncé     | 4:31    |  |
| 7.                                           | "Sweet Dreams"                     | Beyoncé Jonsin Wilkins Love                     | Jonsin Wilkins Love Beyoncé   | 3:28    |  |
| 8.                                           | "Broken-Hearted Girl"              | Babyface Eriksen Hermansen Beyoncé              | Stargate Beyoncé              | 4:39    |  |
| 9.                                           | "Scared of Lonely"                 | Darkchild Daniels Cristyle Love Solange Beyoncé | Darkchild Beyoncé             | 3:42    |  |
| 10.                                          | "That's Why You're Beautiful"      | Hey Fauntleroy II Beyoncé                       | Hey Beyoncé                   | 3:41    |  |
| 11.                                          | "Hello"                            | Beyoncé Owen Quiñones Bogart                    | Owen Beyoncé                  | 4:16    |  |
| 12.                                          | "Radio"                            | Jonsin Love D-Town Beyoncé                      | Jonsin D-Town Love Beyoncé    | 3:38    |  |
| 13.                                          | "Video Phone"                      | Beyoncé Bangladesh Garrett Beyincé              | Bangladesh Garrett Beyoncé    | 3:35    |  |
| 14.                                          | "Ego" (remix com Kanye West)       | Blac Elvis Lilly Beyoncé West                   | Blac Elvis Lilly Beyoncé      | 4:44    |  |
| 15.                                          | "Why Don't You Love Me"            | Solange Beyoncé Bama Boyz Beyincé               | Bama Boyz Beyoncé             | 3:37    |  |
| 16.                                          | "Honesty"                          | Billy Joel                                      | Scott Storch                  | 3:47    |  |
| 17.                                          | "Save the Hero"                    | Knowles Tamposi Love Jonsin                     | Beyoncé Jonsin Love           | 4:34    |  |
| 18.                                          | "Satellites"                       | Ghost McCracken Dench Beyoncé                   | Ghost McCracken Dench Beyoncé | 3:07    |  |
| 19.                                          | "Disappear"                        | Ghost Chakrabongse McCracken Dench Beyoncé      | Ghost McCracken Dench Beyoncé | 4:28    |  |
| 20.                                          | "Ave Maria"                        | Beyoncé Ghost Dench Riddick Stargate            | Stargate Beyoncé              | 3:42    |  |
| Duração total:                               | Duração total:                     | Duração total:                                  | Duração total:                | 61:12   |  |

| I Am... Sasha Fierce — DVD bônus de vídeos musicais |                                    |                           |         |  |
| N.º                                                 | Título                             | Produtor(es)              | Duração |  |
| 1.                                                  | "If I Were a Boy"                  | Jake Nava                 | 5:05    |  |
| 2.                                                  | "Single Ladies (Put a Ring on It)" | Nava                      | 3:19    |  |
| 3.                                                  | "Diva"                             | Melina Matsoukas          | 4:05    |  |
| 4.                                                  | "Halo"                             | Phillip Andelman          | 3:45    |  |
| 5.                                                  | "Broken-Hearted Girl"              | Sophie Muller             | 4:40    |  |
| 6.                                                  | "Ego" (remix com Kanye West)       | Beyoncé Frank Gatson, Jr. | 4:53    |  |
| 7.                                                  | "Ego" (edição exclusiva)           | Beyoncé Gatson, Jr.       | 3:58    |  |
| 8.                                                  | "Sweet Dreams"                     | Adria Petty               | 4:01    |  |
| 9.                                                  | "Behind the Scenes"                |                           | 20:00   |  |
| Duração total:                                      | Duração total:                     | Duração total:            | 53:46   |  |

| I Am... Sasha Fierce — The Bonus Tracks EP |                                      |                                       |                            |         |  |
| N.º                                        | Título                               | Compositor(es)                        | Produtor(es)               | Duração |  |
| 1.                                         | "Video Phone" (versão com Lady Gaga) | Beyoncé Bangladesh Garrett Germanotta | Bangladesh Garrett Beyoncé | 5:04    |  |
| 2.                                         | "Why Don't You Love Me"              | Solange Beyoncé Beyincé Bama Boyz     | Bama Boyz Beyoncé          | 3:37    |  |
| 3.                                         | "Poison"                             | Beyoncé Austin Eriksen Hermansen      | Stargate Beyoncé           | 4:02    |  |
| Duração total:                             | Duração total:                       | Duração total:                        | Duração total:             | 12:43   |  |

Notas
A  - denota remixadores
- A edição deluxe digital apresenta os vídeos musicais de "If I Were a Boy" e "Single Ladies (Put a Ring on It)".

## Créditos
Lista-se abaixo os profissionais envolvidos na elaboração de I Am... Sasha Fierce, de acordo com o encarte do álbum:
Locais de gravação
| - Tree Sound Studios (Atlanta) - Chung King Studios (Nova Iorque) - Electric Lady Studios (Nova Iorque) - Strawberrybee Productions (Nova Iorque) - GAD Studios (Ibiza) | - Mansfield Studios (Los Angeles, Califórnia) - The Campground (Los Angeles, Califórnia) - South Beat Studios (Miami Beach) - The Boom Boom Room (Burbank, Califórnia) |

Gerência
| - A&R: Max Gousse, Beyoncé Knowles, Matthew Knowles - Administração de A&R: Juli Knapp - Coordenação de A&R: Alexandra Velella - Coordenação artística: Jake McKim | - Produção executiva: Beyoncé Knowles - Divulgação: Quincy Jackson - Gestão: Tim Blacksmith, Danny D |

Créditos vocais
- Vocais: Beyoncé Knowles
- Vocais de apoio: Beyoncé Knowles, Rico Love

Visuais e imagens
| - Direção artística: Fusako Chubachi - Design de figurino: Jean-Paul Gaultier, Thierry Mugler - Estilista de cabelo: Kimberly Kimble - Logotipo: ilovedust | - Maquiagem: Francesca Tolot - Manicure: Lisa Logan - Fotografia: Peter Lindbergh - Estilista: Ty Hunter |

Instrumentos
| - Bateria: Jens Gad, Steven "Steven J." Jordan, Syience - Guitarra: Ian Dench, Syience - Trompa: Philip Margiziotis | - Piano: Ryan Tedder - Trompete: Dontae Winslow - Outra instrumentação: Mikkel S. Eriksen, Toby Gad |

Técnica e produção
| - Arranjos: Beyoncé Knowles, Toby Gad, Ryan Tedder - Produção de áudio: Beyoncé Knowles, Rico Love, Ian Dench, Chris "Tricky" Stewart, Dave McCracken, Amanda Ghost, Wayne Wilkins, Ryan Tedder, Shondrae Crawford, Sean Garrett, The-Dream, Rico Love, DTown, BC Jean - Compositores: Beyoncé Knowles, Kenneth "Babyface" Edmonds, Christopher Stewart, Dave McCracken, James Scheffer, Amanda Ghost, Wayne Wilkins, Tor Erik Hermansen, Dwayne Nesmith, Shondrae Crawford, Sean Garrett, The-Dream, Rico Love, Mikkel S. Eriksen, E. Kidd Bogart, Makeba, Hugo Chakrabongse, BC Jean, Rodney Jerkins, LaShawn Daniels, Crystal Johnson, Solange Knowles - Engenharia: Jim Caruana, Toby Gad, Mikkel S. Eriksen, Kuk Harrell, Andrew Hey, Jim Jonsin, Miles Walker, Ryan Tedder, Brian "B Luv" Thomas, Marcos Tovar, Radio Killa - Assistência de engenharia: Kory Aaron, Christian Baker, David Boyd, Michael Paul Miller, Johntá Austin, Lady Gaga | - Produção executiva: Beyoncé Knowles, Matthew Knowles - Masterização: Tom Coyne - Mixagem: Jim Caruana, Matt Green, Jim Jonsin, Dave Pensado, Mark "Spike" Stent, Wayne Wilkins, Andrew Wuepper, Randy Urbanski, Jaycen Joshua - Assistência de mixagem: Matt Green, Andrew Wuepper, Randy Urbanski - Produção: Beyoncé Knowles, Bama Boyz, Bangladesh, D-Town, Darkchild, Ian Dench, The-Dream, Toby Gad, Sean Garrett, Amanda Ghost, Andrew Hey, Jim Jonsin, Harold Lilly, Rico Love, Dave McCracken, Ramon Owen, Stargate, Chris "Tricky" Stewart, Ryan Tedder, Wayne Wilkins, Elvis Williams, Radio Killa - Gravação vocal: Jim Caruana - Produção vocal: Beyoncé Knowles, Rico Love - Outras contribuições: Lisa Logan |

## Desempenho comercial
Nos Estados Unidos, I Am... Sasha Fierce estreou no topo da Billboard 200, vendendo 482 mil unidades em sua primeira semana. Esse feito deu à Beyoncé seu terceiro álbum consecutivo em carreira solo a alcançar o posto e a tornou a terceira artista feminina que debutou nos anos 2000 a ter seus três primeiros discos a estrearem no topo da tabela. Com 1 milhão e 459 mil cópias comercializadas em apenas seis semanas de lançamento, emergiu como o décimo álbum mais adquirido de 2008 no país. De acordo com a Nielsen SoundScan, com essa conquista, Beyoncé se igualou a Garth Brooks, Mariah Carey e Shania Twain como os únicos artistas a concluírem cinco anos distintos tendo um álbum entre os dez mais comprados na nação. Já em 2009, foi o segundo mais adquirido. A Recording Industry Association of America (RIAA) emitiu sete certificados de platina, denotando um consumo equivalente a 7 milhões de unidades na nação. Até janeiro de 2014, mais de 3 milhões de cópias puras já haviam sido consumidas nos Estados Unidos.
Por outro lado, no Canadá, I Am... Sasha Fierce debutou no sétimo posto em sua tabela de álbuns, em 6 de dezembro de 2008. Em 7 de fevereiro do ano seguinte, subiu um degrau, que foi seu pico. Ao possuir vendas superiores a 300 mil unidades, a Music Canada (MC) concedeu-lhe a certificação de platina tripla. Experimentou um sucesso semelhante no Brasil, onde foi vice-líder na parada de vendas da Associação Brasileira dos Produtores de Discos (ABPD) – atualmente Pro-Música Brasil (PMB) – e, mais tarde, recebeu dois certificados de diamante por comercializar mais de 500 mil exemplares no território. Por essa conquista, está entre os álbuns internacionais mais vendidos no país. Além disso, foi o terceiro CD mais comprado no território em 2009, ficando atrás apenas de Iluminar, de Padre Fabio de Melo, e Zezé Di Camargo & Luciano, da dupla de mesmo nome. A obra experimentou um sucesso semelhante na Oceania; em território australiano, debutou na nona posição em 24 de novembro de 2008. Após o sucesso dos singles "Sweet Dreams" e "Broken-Hearted Girl", alcançou um novo pico, o de número três, em duas edições separadas. Foi certificado com platina quíntupla pela Australian Recording Industry Association (ARIA), reconhecendo 350 mil unidades faturadas. Na Nova Zelândia debutou no 9.º posto, em 24 de novembro de 2008 e, depois, subiu para o 2.º, em 2 de março de 2009. Após a crescente popularidade de seus singles, especialmente "Sweet Dreams", o conjunto saltou para o número três, que foi seu pico, em 21 de setembro de 2009. Recebeu cinco vezes o galardão de platina pela Recording Industry Association of New Zealand (RIANZ), devido à distribuição de 75 mil exemplares.
Na parada britânica UK Albums Chart, em 29 de novembro de 2008, I Am... Sasha Fierce estreou no décimo posto. Essa posição tornou-se a mais baixa já conquistada por um disco de estúdio de Beyoncé no Reino Unido até então. Na edição de 27 de dezembro, após a apresentação da artista na final da quinta temporada do The X Factor, ao lado da vencedora Alexandra Burke, a obra ascendeu para o nono lugar. Devido ao sucesso de seus singles no país, particularmente "Sweet Dreams", I Am... Sasha Fierce subiu do número cinco para o seu pico mais alto, o dois, em sua trigésima nona semana no gráfico, que foi a de 16 de agosto de 2009. É o álbum mais comprado da intérprete no país, com mais de 1 milhão e 500 mil unidades comercializadas. Noutras nações da Europa, atingiu a liderança nas paradas da Croácia, Irlanda e Polônia. Após serem avaliadas vendas superiores a 2 milhões de exemplares em todo o continente, a International Federation of the Phonographic Industry (IFPI) emitiu um certificado de platina dupla. Ao passo em que, na Ásia, chegou até o terceiro lugar da parada japonesa Oricon e conseguiu ser o disco internacional mais adquirido de 2009 na Turquia. Estima-se que foram compradas mais de dez milhões de réplicas físicas da obra em todo o mundo. Em fevereiro de 2017, chegou a mais de 1 bilhão de streams no Spotify.